# Wiktor Cholewa
Wiktor Cholewa (ur. 17 października 1919 w Krakowie, zm. 9 stycznia 1984 w Chorzowie) – polski piłkarz, pomocnik, lekkoatleta.

## Kariera piłkarska
Jako zawodnik Wisły Kraków zadebiutował w I lidze 15 maja 1938 r. w meczu Wisła Kraków - Ruch Wielkie Hajduki 3:1. Swój debiut uświetnił golem zdobytym w 14 minucie. 
Po II wojnie światowej opuścił krakowski klub i zasilił kadrę AKS Chorzów. Po trzech latach odszedł do Stali Sosnowiec. Rok 1951 rozpoczynał w Sosnowcu, ale w połowie roku był już zawodnikiem I-ligowej Garbarnii Kraków.

### Statystyki piłkarskie
W I lidze wystąpił w 56 meczach i zdobył 24 bramki reprezentując 3 kluby:
- Wisła Kraków - 11 meczów, 7 bramek;
- AKS Chorzów - 41 meczów, 17 bramek;
- Garbarnia Kraków - 4 mecze.

| Sezon | Klub             | Liga    | Mecze | Gole | Uwagi            |
| ----- | ---------------- | ------- | ----- | ---- | ---------------- |
| 1938  | Wisła Kraków     | I liga  | 5     | 2    | brązowy medal MP |
| 1939  | Wisła Kraków     | I liga  | 6     | 5    |                  |
| 1947  | AKS Chorzów      | I liga  | 3     | 0    |                  |
| 1948  | AKS Chorzów      | I liga  | 21    | 9    |                  |
| 1949  | AKS Chorzów      | I liga  | 17    | 8    |                  |
| 1950  | Stal Sosnowiec   | II liga | 14    | 3    |                  |
| 1951  | Stal Sosnowiec   | II liga | ?     | 5    | runda wiosenna   |
| 1951  | Garbarnia Kraków | I liga  | 4     | 0    | runda jesienna   |

## Kariera lekkoatletyczna
Jako zawodnik Wisły Kraków uprawiał biegi. Brał udział w wielu zawodach biegowych na 100 i 200 m. 8 września 1946 podczas Mistrzostw Polski w lekkiej atletyce zdobył brązowy medal w sztafecie 4 x 400 m. Jego partnerami byli Stefan Żołądź, Adam Dotzauer i Stefan Widerski.

## Sukcesy

### Piłka nożna
- brązowy medal mistrzostw Polski w piłce nożnej 1938 z Wisłą Kraków

### Lekkoatletyka
- brązowy medal mistrzostw Polski w lekkiej atletyce (sztafeta 4 x 400 m) 1946 (jako zawodnik Wisły Kraków)